# Ušišir
Ušišir (rusky Ушишир, japonsky 宇志知島) je dvojice neobydlených vulkanických ostrovů ve střední skupině Kurilských ostrovů v Ochotském moři na severozápadě Tichého oceánu. Na mapě v ruském zeměpisném atlasu z roku 1745 jsou zaznamenány jako Kozel a Koza (Козелъ и Коза). Administrativně náleží k severokurilskému okresu Sachalinské oblasti. Ostrovy nejsou obývány, avšak v minulosti zde v trvalých sídlech hospodařili Ainuové.

## Historie
Na svazích zátoky Jankiča byly nalezeny zbytky obydlí Ainuů. Další Ainuové pravidelně připlouvali na ostrov v letním období, neboť byl pro ně až do přijetí pravoslaví posvátný, přímo zde sídlil duch boha hromu. Zprávy ruských průzkumníků z počátků 18. století dosvědčují trvalé osídlení ostrovů, zde žijící Ainuové konvertovali k pravoslaví a nejpozději roku 1734 se naučili rusky.
Další osudy ostrovů jsou shodné s osudy celého souostroví, dohodou ze Šimody z roku 1855 získalo svrchovanost Rusko. V roce 1875 převzalo Japonsko Petrohradskou smlouvou od Ruska Kurilské ostrovy výměnou za jižní polovinu Sachalinu. Tento stav trval až do roku 1945, kdy, na sklonku druhé světové války, provedla Rudá armáda obojživelnou operaci a souostroví obsadila. Ostrovy Ušišir byly spravovány jako součást Sachalinské oblasti RSFSR, od roku 1991 jsou součástí Ruské federace coby nástupnické země SSSR.

## Geografie a geologie
Ušišir je tvořen dvěma ostrůvky – Ryponkiča (Рыпонкича) a Jankiča (Янкича), spojených úzkou šíjí. K nim přiléhá několik pobřežních skalisek. Rozloha je přibližně 5,08 km², linie pobřeží má délku 11,5 km. Nejvyšším bodem je činná sopka Ušišir (388 m n. m.) na ostrově Jankiča.

## Flóra a fauna
Na ostrovech roste 230 druhů cévnatých rostlin. V četných ptačích koloniích hnízdí alkouni, buřňáci, rackové, papuchalkové, kormoráni a kachny. K zajímavým či ohroženým druhům, které zde hnízdí, patří 
alkounek drobný (Aethia pygmaea), alkounek nejmenší (Aethia pusilla) a alkounek chocholatý (Aethia cristatella). Na ostrovy byly dovezeny polární lišky, v časech japonské svrchovanosti zde byly chovány a početná populace tu přetrvává. 

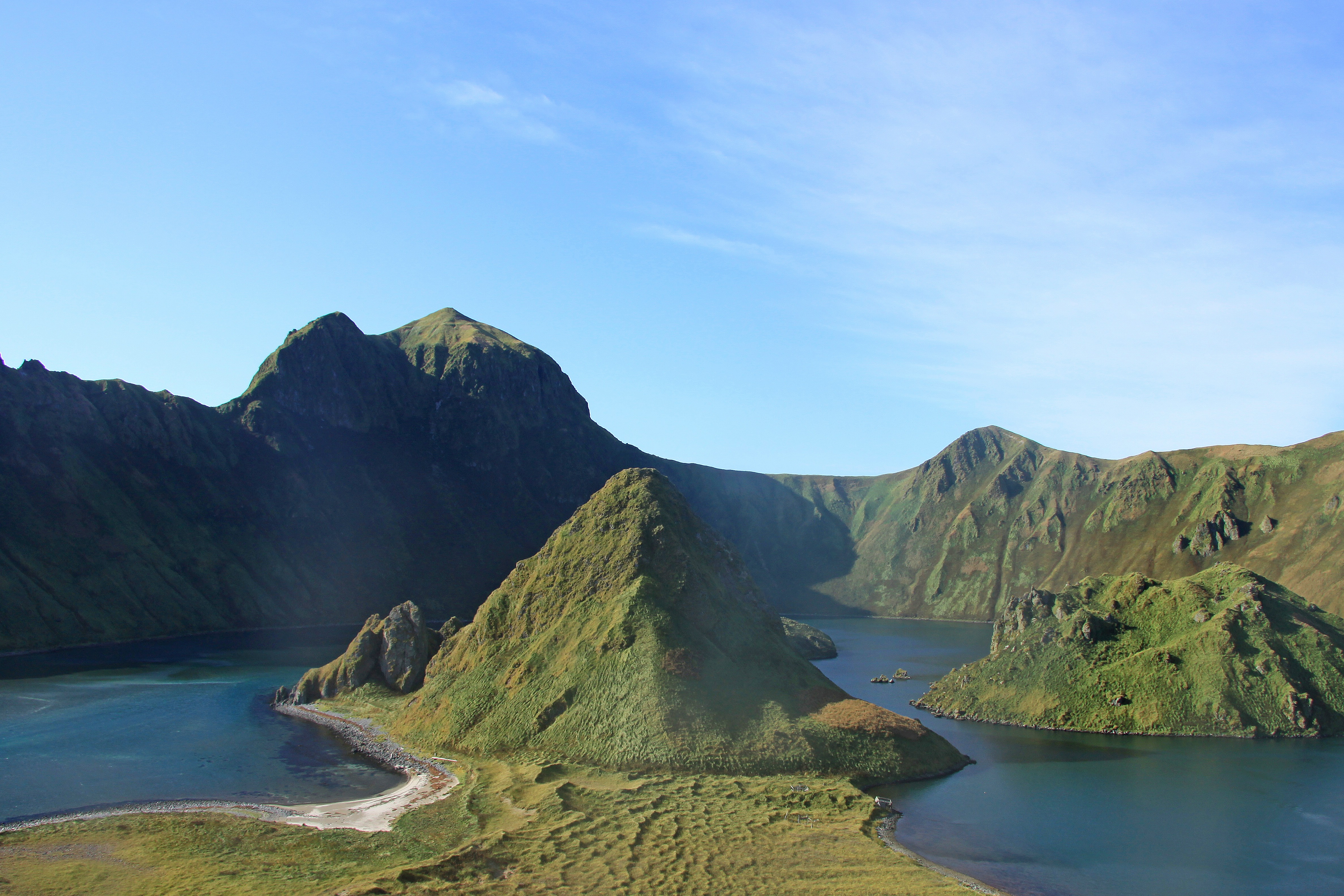
Zatopená kaldera na ostrově Jankiča